# 전우영 (군인)
전우영(全禹榮, 1919년 ~ 2006년 3월 20일)은 대한민국의 군인이다. 현역 육군 대령 신분으로 혁명재판부 재판장, 법원행정처장을 역임했다.

## 생애
국민대학교와 육군대학(2기)을 졸업하였다. 국방연구원 교수, 사단 참모장, 연대장을 거쳐 1961년 5월 16일 군사 정변 이후 혁명재판부 상소1부 재판장을 맡았다.
혁명재판부 상소심 제1심판부 재판장으로 있던 1961년 10월 31일에 5.16 군사정변 이후에 만들어진 특수범죄 처벌에 관한 법률을 위반한 민족일보의 반국가행위 사건에서 상소심 피고인 10명 중에 6명에 대해 상소기각 결정을 하면서 원심대로 송지영, 조용수, 안신규에게 사형과 정규근, 양실근에게 징역5년, 조규진은 무죄를 확정하면서 양수정, 이상두, 이건호에 대해서 "양형부당"이라는 이유로 원심을 파기하면서 5년씩 감경하여 양수정과 이건호에게 징역5년, 이상두에게 징역10년을 확정했다. 원심에서 무죄를 선고받은 이종률에게 원심을 파기하여 징역10년을 선고했다.  "민족일보는 사회단체가 아니다"는 변호인의 주장에 대해 "특별법 제6조에 규정된 사회단체란 대소에 있는 것이 아니라 조직에 있는 것으로 민족일보가 사회단체가 아닐지라도 조용수는 사회대중당 간부로 반국가행위를 했으므로 위 피고인들은 공범 관계에 있는 것이다"고 하고 "북한괴뢰 또는 간첩과 내통이 있어야 반국가행위죄가 구성된다"는 송지영의 상소이유에 대해 "북괴의 목적수행에 고무,동조한 것만으로도 그 구성요건이 족하다"며 "상소를 기각한다"고 했다.
육군 대령이던 1962년 4월 30일에 장관급으로 격상된 법원행정처장에 임명되었다. 전우영은 훗날 "최고회의 법사위원장 이석제 대령이 '사법부는 다른 행정기관과는 다르게 혁명정부에 협조도 하지 않고, 따라오지도 않으며 권위의식에 젖어 현대적인 행정 능력이 다른 부처에 비해 떨어진다'고 하면서 법원행정처장 제의를 받았다"고 밝혔다. 현역 군인이 법원행정처장에 임명되자 조진만 [[대한민국의 대법원장|대법원장]이 사의를 표명했다. 전우영의 법원행정처장 임명은 법관 자격이 없는 사람이 법원행정처장이 된 유일무이한 기록이다. 1969년 6월 26일에 일신상의 사정으로 사표를 내고 법원행정처장에서 물러난 이후에 삼양식품 부사장에 있을 때인 1977년 10월 14일에 "상이군경의 자립지원을 위해 써달라"며 서울시 서대문구 충정로에 있는 시가 3천만원 상당의 한옥을 대한상이군경회에 기증했다. 삼양식품 사장에 오르기도 했던 전우영은 대한광업협동조합 상근 부회장으로 있다가 일신상의 사정으로 물러난 전임 이사장에 이어 1970년 3월 24일에 이사장에 임명되었다.
1989년 3월 4일에 자신의 회고록 《乃文乃武》(내문내무) 출판기념회를 열었다.
2006년 3월 20일에 사망했다.